# 上條優奈
上條 優奈（かみじょう ゆうな、2005年〈平成17年〉6月21日 - )は、長野県塩尻市出身の女子野球選手（外野手)。右投左打。読売ジャイアンツ女子チーム所属。

## 経歴
4歳年上の兄の影響で、小学2年生のときに吉田スポーツ少年団に入団し野球を始めた。当初のポジションは投手。塩尻市立丘中学校では男子選手とともに練習を積み、全国大会にも出場した。
高校は父の勧めにより岐阜第一高等学校へ進学し、女子硬式野球部に入部。2年時の第26回全国高等学校女子硬式野球選手権大会では準決勝で開志学園に敗れ、甲子園出場を逃したが、翌年の第27回大会では準決勝で福井工業大学附属福井に勝利し、甲子園出場を果たした。
2023年8月1日に阪神甲子園球場で行われた決勝では神戸弘陵と対戦し、試合は1-8で敗れたものの、2番手投手として2回無失点の好投を見せ、安打も記録した。
同年8月25日に実施された読売ジャイアンツ女子チームのセレクションで3期生の一員として合格。11月23日には「高校野球女子選抜 vs イチロー選抜 KOBE CHIBEN」に選出され、1番・中堅手で先発出場し、「投手イチロー」と対戦した。
2024年に読売ジャイアンツ女子チームへ正式に入団すると、開幕から「1番・左翼手」としてレギュラーを獲得。初の公式戦となった「DESCENTE presents 第11回女子硬式野球沖縄大会」で優勝を経験し、ヴィーナスリーグ初打席では二塁打を記録した。
同年8月に千葉県成田市で開催された第19回全日本女子硬式クラブ野球選手権大会ではチームの2連覇に貢献し、自身初の日本一を達成。10月の第20回記念伊予銀行杯全日本女子硬式野球選手権大会では準優勝を収めた。2024年シーズンはほぼ全試合で1番打者として出場した。

## 選手としての特徴
ミート力と長打力を兼ね備える外野手。高い出塁率と広角に打ち分ける打撃を特長とする。座右の銘は「笑顔で顔晴る」。

## 獲得タイトル
- 第27回全国高等学校女子硬式野球選手権大会 準優勝（2023年)
- DESCENTE presents 第11回女子硬式野球沖縄大会 優勝（2024年)
- 第19回全日本女子硬式クラブ野球選手権大会 優勝（2024年)
- 第20回記念伊予銀行杯全日本女子硬式野球選手権大会 準優勝（2024年)
- DESCENTE presents 第12回女子硬式野球沖縄大会 優勝（2025年)
- 第3回女子野球GIANTS杯福島大会 優勝（2025年)